# Germanus (Caesar)
Germanus (altgriechisch Γερμανός, * 551?; † 605 in Konstantinopel?) war 582 kurzzeitig oströmischer Thronfolger.

## Leben
Germanus wird häufig mit Germanus Postumus, dem 551 geborenen Sohn des Feldherrn Germanus († 550) und der Matasuentha identifiziert, was möglich, aber nicht sicher belegbar ist.
582 gab Kaiser Tiberios I. seine erste Tochter Charito dem Germanus zur Frau und erhob ihn zusammen mit Maurikios zum Caesar. Germanus, damals Statthalter in Africa, soll späteren Quellen zufolge die Nachfolge abgelehnt haben, so dass Maurikios nach dem Tod des Tiberios am 14. August 582 als Alleinherrscher den Thron in Konstantinopel bestieg.  Möglich ist aber auch, dass Maurikios den Rivalen beseitigen ließ. Was nach 582 aus Germanus wurde, ist also ungewiss, zumal der Name in der Spätantike recht häufig vorkam.
Als 602 das Balkanheer gegen Maurikios revoltierte, galt ein Germanus, dessen Tochter Maurikios’ ältesten Sohn Theodosius geheiratet hatte und der den Rang eines Konsuls innehatte (Th. Sim. 8,8,12), zeitweilig als möglicher Nachfolgekandidat. Es ist gut denkbar, dass es sich hierbei um den Caesar des Jahres 582 handelte, doch stellt bemerkenswerterweise keine Quelle diese Verbindung her. Des Hochverrats beschuldigt, versuchte Germanus vergeblich, in Konstantinopel mit Hilfe der Zirkusparteien an die Macht zu gelangen, während die Truppen des Phokas auf die Hauptstadt zumarschierten. Phokas begnadigte seinen Rivalen unter der Bedingung, dass er Priester werden solle. Dessen ungeachtet beteiligte sich Germanus 605 (oder 607) an einer gescheiterten Verschwörung gegen den Kaiser und wurde mitsamt seiner Familie hingerichtet.